# القرن (المحويت)

تعديل مصدري - تعديل

القرن هي إحدى قرى عزلة بيت القحطاني بمديرية المحويت التابعة لمحافظة المحويت، بلغ تعداد سكانها 401 نسمة حسب تعداد اليمن لعام 2004.